# Fresneda de la Sierra Tirón (kommunhuvudort)
Fresneda de la Sierra Tirón är en kommunhuvudort i Spanien.   Den ligger i provinsen Provincia de Burgos och regionen Kastilien och Leon, i den norra delen av landet, 220 km norr om huvudstaden Madrid. Fresneda de la Sierra Tirón ligger 985 meter över havet och antalet invånare är 113.
Terrängen runt Fresneda de la Sierra Tirón är lite bergig. Runt Fresneda de la Sierra Tirón är det glesbefolkat, med 13 invånare per kvadratkilometer. Närmaste större samhälle är Pradoluengo, 5,6 km väster om Fresneda de la Sierra Tirón. I omgivningarna runt Fresneda de la Sierra Tirón växer i huvudsak blandskog.